# Димитър Никифоров
Димитър Пенев Никифоров е български лирически поет.
Роден е в село Крушовица на 6 ноември 1968 г. По-късно се мести да живее в София. Работи като заварчик повече от тридесет години. Пише от младежка възраст, но започва да издава произведенията си доста по-късно. Първата му стихосбирка „Бодли в сърцето“ излиза през 2013 г. Издал е още „Последната пробойна“, „Казано по мъжки“, „Сол в календара“ и „За честта на единака“.
В стихосбирката „Казано по мъжки“ стихотворенията са подредени в два цикъла. Първият – „Господа, любовта съществува“, представлява възхвала на любовта към жената. Освен с преклонението пред любимата читателят се докосва и до всеотдайната и красива мъжка любов. В тази ефирна и нежна любовна лирика, която в стихове се родее с поезията на Робърт Бърнс („Девойката, която ми постла легло“), се говори:
| „ | ...но застлал съм със своята нежност леглото, за да светиш под бялата ленена риза. | “ |

За книгата „За честта на единака“, поетът е награден през 2021 г. с Националната литературна награда „Милош Зяпков“.

## Творчество
- Никифоров, Димитър. Бодли в сърцето.   София, Хулите, 2013. ISBN 978-619-7068-01-6. с. 79.
- Никифоров, Димитър. Последната пробойна.   София, Издателско ателие АБ, 2016. ISBN 978-954-737-992-3. с. 82.
- Никифоров, Димитър. Казано по мъжки.   София, 2017. с. 96.
- Никифоров, Димитър. Сол в календара.   СамИздат, 2018. ISBN 6199122305, ISBN 9786199122303. с. 56.